# Way Creative
Way Creative Films AB är ett svenskt TV-produktionsbolag med bas i Malmö. Bolaget grundades 2003 och leds av Jonas Sörensson (VD) och Joachim Hedén (styrelseordförande).

## Produktioner i urval
- Mysteriet på Greveholm (SVT) – Kristallennominerad 2013 i kategorin Årets barn- och ungdomsprogram
- Framily (engelskspråkig långfilm)
- Spegelvänd (SVT)
- New York Waiting (engelskspråkig långfilm)
- Succéduon (SVT)
- Centralskolan (SVT)